# Hypenagonia longipalpis
Hypenagonia longipalpis là một loài bướm đêm trong họ Erebidae.